# Tehnica speologiei alpine

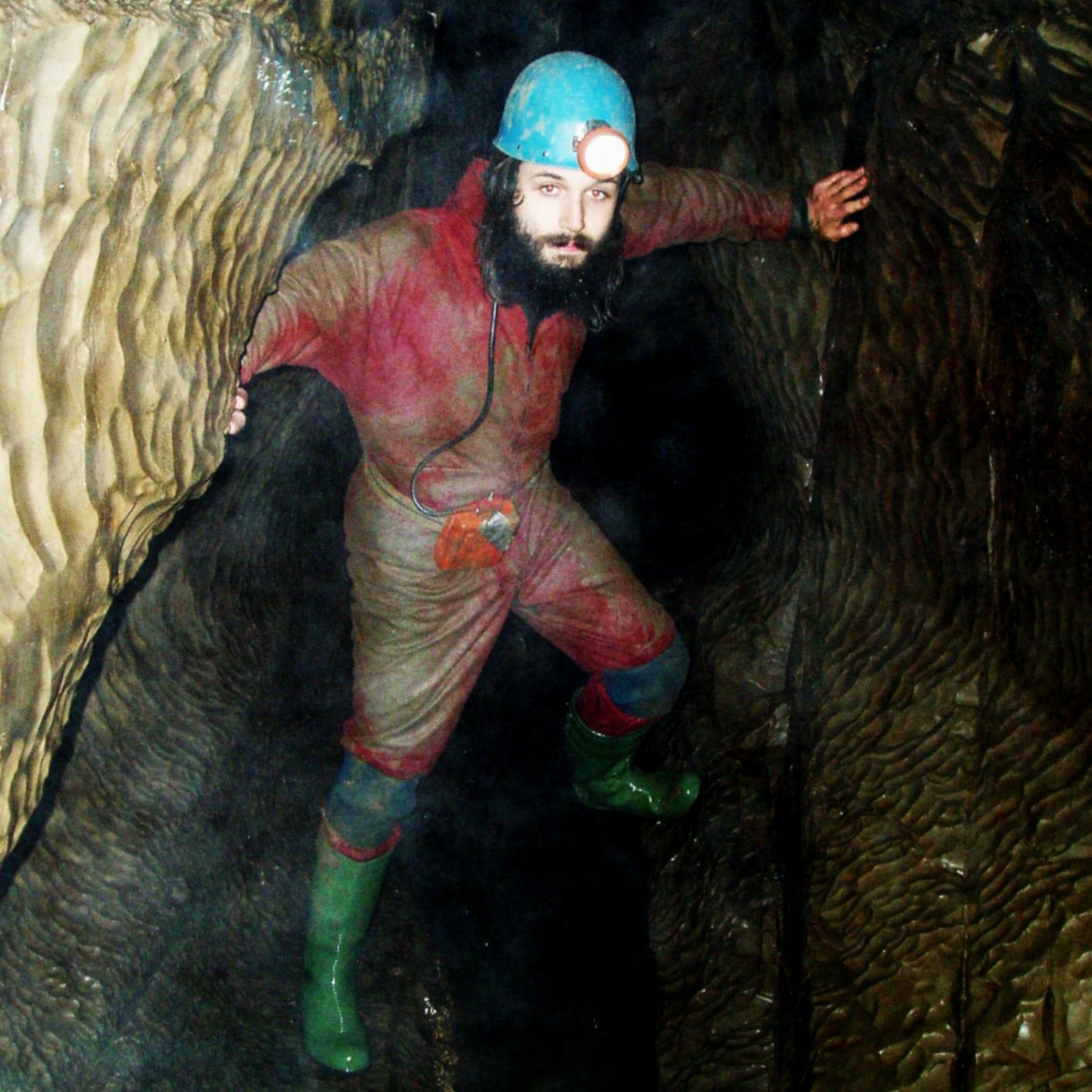
Explorarea unei peşteri în Anglia

Tehnica speologiei alpine reprezintă un complex de tehnici utilizate de speologi pentru parcurgerea în condiții de securitate, mai ales a cavităților verticale.
Cerințele impuse de o explorare speologică în bune condiții sunt:
- înzestrare cu echipament individual;
- o bună condiție fizică a participanților;
- stăpânirea tehnicii explorative;
- cunoașterea temeinică a locului de explorat;
- existența unei echipe bine închegate.

## Echipamentul individual

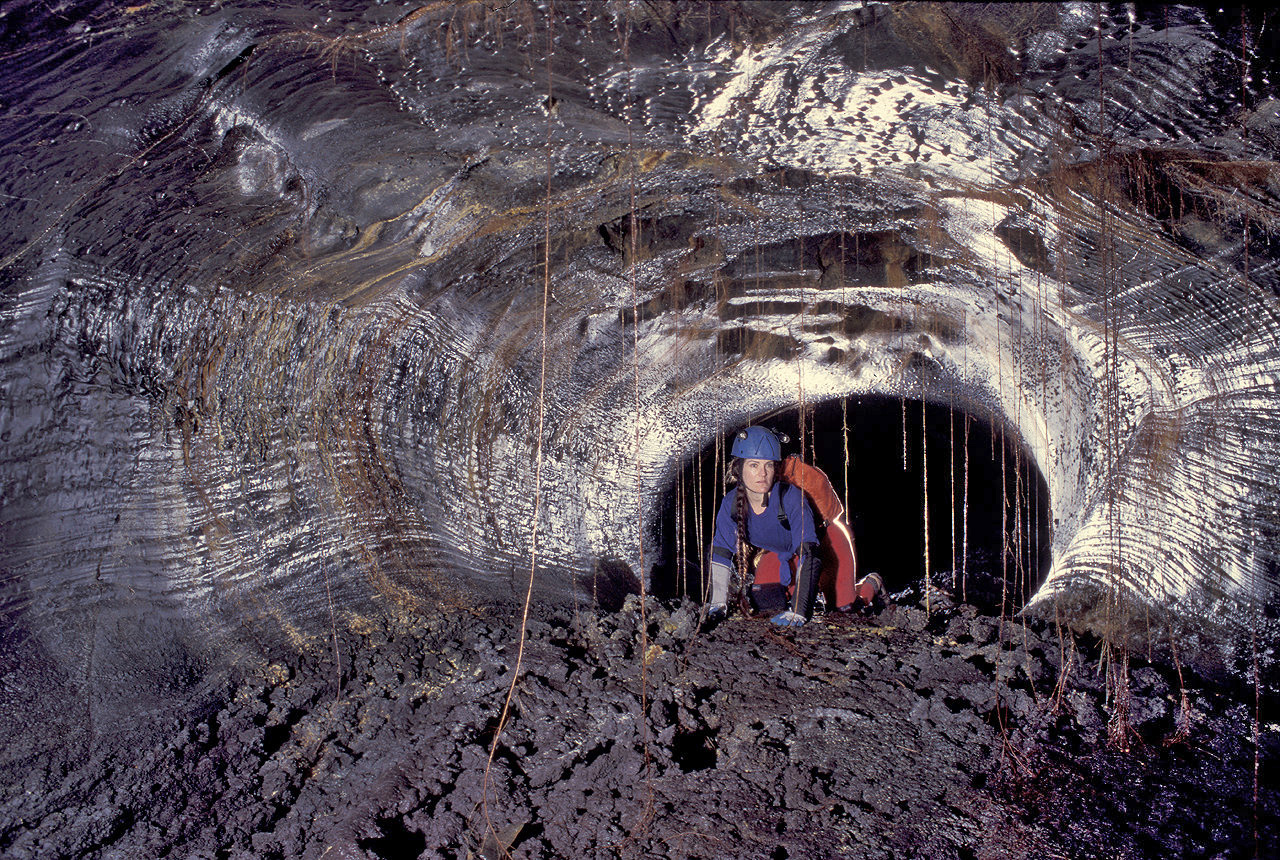
Persoană care explorează o peșteră în echipament de protecție

Echipamentul individual trebuie să fie suplu, ușor, durabil și să asigure un minim de confort.
Se utilizează lenjerie din bumbac, lână sau alte materiale care au proprietăți izolante, se usucă repede și asigură schimbul de aer dintre organism și mediu.
Peste acestea se poartă un combinezon speologic, de regulă impermeabil și care se închide printr-un fermoar protejat.
La protecția contra umezelii vor contribui și cizmele de cauciuc, a căror talpă trebuie să fie dură și cu relief pentru a asigura aderența bună pe rocă.
Pentru explorarea  peșterilor străbătute de râuri subterane se folosesc constume din neopren.
În perioadele de repaus sau de oboseală, se va utiliza folia de supraviețuire, din material plastic, de dimensiunile 2,20 m x 1,40 m și care se întinde deasupra corpului, cu fața argintie spre interior și acesta pentru a evita pierderile de căldură.

### Casca de protecție
Existența unor pericole ca: obstacole la înalțime mică, riscul alunecării urmat de o cădere, căderi de pietre, implică necesitatea protejării capului.
Casca de protecție trebuie să fie rezistentă la perforare, să absoarbă bine șocurile, să fie rezistentă la flacără și să nu acopere urechile.
Pentru a se asigura o bună fixare pe cap, cureaua de prindere va avea forma de Y, cu două puncte de prindere pe fiecare parte laterală.
Pentru mai multă libertate și mobilitate, pe cască se fixează și sursele de lumină.